# Gmina Holešov
Gmina Holešov (polsky Gmina Goleszów) je gmina v jižním Polsku ve Slezském vojvodství v okrese Těšín přímo u českých hranic. Skládá se z devíti vesnic:
- Bažanovice (Bażanowice) – 1 194 obyvatel, rozloha 3,81 km²
- Děhylov (Dzięgielów) – 1 364 obyvatel, rozloha 8,31 km²
- Hodišov (Godziszów) – 604 obyvatel, rozloha 5,60 km²
- Holešov (Goleszów) – 4 276 obyvatel, rozloha 12,11 km²
  - rozdělený na tři starostenství: Dolní Holešov (Goleszów Dolny), Horní Holešov (Goleszów Górny) a Holešov Równia (Goleszów Równia)
- Horní Líštná (Leszna Górna) – 540 obyvatel, rozloha 9,06 km²
- Kozákovice (Kozakowice) – 702 obyvatel, rozloha 3,94 km²
- Kyselov (Kisielów) – 698 obyvatel, 3,37 km²
- Puncov (Puńców) – 1 615 obyvatel, rozloha 10,21 km²
- Tisovnice (Cisownica) – 1 717 obyvatel, rozloha 9,55 km²

Dohromady má celá gmina rozlohu 65,89 km² (9,0 % území okresu) a ke dni 31. 3. 2011 zde žilo 12 710 obyvatel.
Sousedí s městem Těšín na severozápadě, městem Třinec na jihozápadě, obcemi Vendryně a Nýdek na jihu, městem Ustroň na východě a gminou Skočov a gminou Hažlach na severu.
Gmina leží v Těšínském Slezsku na úpatí Slezských Beskyd. Na území gminy se nacházejí charakteristické vyvýšeniny Slezského podhůří: hora Chełm (464 m n. m.) a Jasieniowa (521 m n. m.), jimiž probíha rozvodí Visly a Odry. Převládajícím náboženstvím je zde luteránství a gmina je důležitým centrem evangelické kultury v současném Polsku, v Děhylově působí Centrum pro misii a evangelizaci Evangelicko-augsburské církve a každoročně se tam koná Evangelizační týden.